# Downtown Battle Mountain II
Downtown Battle Mountain II è il quarto album in studio del gruppo musicale statunitense Dance Gavin Dance, pubblicato nel 2011.

## Tracce
1. Spooks – 4:04
2. Pounce Bounce – 2:26
3. The Robot with Human Hair, Pt. 2½ – 4:36
4. Thug City – 3:17
5. Need Money – 3:08
6. Elder Goose – 3:44
7. Heat Seeking Ghost of Sex – 4:07
8. Blue Dream – 4:41
9. Privilously Poncheezied – 3:54
10. Swan Soup – 4:01
11. Purple Reign – 4:43

## Formazione
- Jonny Craig – voce
- Jon Mess – voce
- Will Swan – chitarra, voce
- Eric Lodge – basso
- Matt Mingus – batteria, percussioni